# Геронова куля

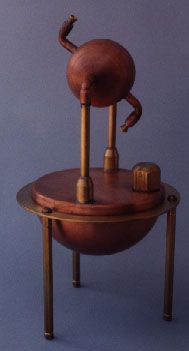
Геронова куля

Анімація

Геронова куля ( aeolipile ) — прототип  парової турбіни побудовано I століття, автор Герон Александрійський.

Геронова куля: 1 – пустотіла куля, 2 – порожниста вісь, 3 – труби-стійки, 4 – котел водяний, 5 – каркас, 6 – Г-подібно зігнуті трубки

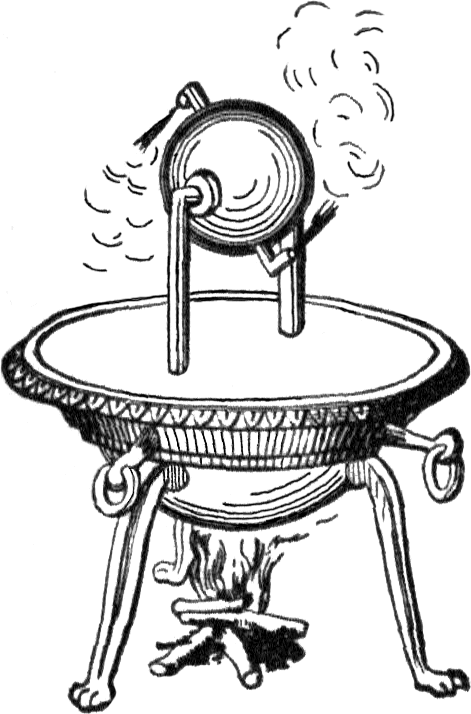
Геронова куля

Геронова куля складалася з нагрітого котла і правильної турбіни у вигляді  сфери на  осі. По колу куля має два патрубка (сопла) спрямовані протилежно. З котла пара подається до кулі через порожнисту вісь і вилітає з неї через сопла. Внутрішня енергія водяної пари перетворюється в механічну енергію обертання кулі. Геронова куля є прообразом реактивних двигунів.
Протягом багатьох століть турбіна Герона залишалася технічною цікавістю або іграшкою.

## Конструкція і принцип дії
На рисунку схематично зображено вид геронової кулі в розрізі спереду та збоку. Це пустотіла металічна куля 1, що утворює обертову пару з порожнистою горизонтальною віссю 2, закріпленою за допомогою труб-стійок 3 до водяного котла 4. Котел встановлений на каркасі 5. З котла водяна пара по трубках 3 через порожнисту вісь 2 надходить в порожнину кулі 1. Із кулі водяна пара виривається через зігнуті Г-подібно трубки 6. При цьому куля починає обертатися. Таким чином, внутрішня енергія водяної пари перетворюється в механічну енергію обертання кулі. Геронова куля є прообразом реактивних двигунів.